# ドーム・アット・アメリカズ・センター
ザ・ドーム・アット・アメリカズ・センター（The Dome at America's Center、通称: ザ・ドーム（The Dome））は、アメリカ合衆国ミズーリ州セントルイスにあるスタジアム。2015年までNFLのセントルイス・ラムズ（現、ロサンゼルス・ラムズ）の本拠地であった。1995年から2001年まではトランス・ワールド・ドーム（Trans World Dome）、2002年から2016年まではエドワード・ジョーンズ・ドーム（Edward Jones Dome）の名称であった。2020年、および2023年以降にXFLのちにUFLのセントルイス・バトルホークスが本拠地とする。

## 歴史
カージナルスを失って以来、NFLチームの誘致を目指していたセントルイス市は、1990年代初期に新しいドーム球場の建設を決定。1992年にスタジアムの建設を開始した。一方カリフォルニア州ロサンゼルス（厳密にはアナハイム）に本拠を置いていたラムズは、1990年代に入ってから毎年二桁敗戦を喫する低迷期に陥り、観客動員も減少。さらに新スタジアム建設要望も却下され、窮地に追い込まれた。
当時のオーナーの故郷であるセントルイス市と新規市場を開拓したかったラムズの思惑が一致し、ラムズの1995年からのセントルイス移転が決まった。市が建設中の新スタジアムは、ラムズが本拠地スタジアムにすることになった。しかし新スタジアムは1995年シーズン開幕までに完成が間に合わず、ラムズはかつて1987年までアメリカンフットボールとの兼用だった野球場ブッシュ・スタジアムを間借りすることとなった。
シーズンも中盤に入っていた1995年11月12日、ようやく新スタジアムトランス・ワールド・ドーム（Trans World Dome）が開場。スタジアム名はトランス・ワールド航空が命名権を取得したためこのようになった。
トランス・ワールド・ドームはNFL以外にも様々なイベントに使用された。1999年にはローマ教皇ヨハネ・パウロ2世がミサを行い、104,000人の観衆を集めた。これはアメリカ史上最大の屋内集会である。
2001年、トランス・ワールド航空がアメリカン航空に吸収されると命名権スポンサーがなくなり、スタジアムは一時的にドーム・アット・アメリカズ・センター（Dome at America's Center）と呼ばれた。2002年1月25日、エドワード・ジョーンズ・インベストメンツ（Edward Jones Investments、金融サービス業）が命名権スポンサーとなり、スタジアム名がエドワード・ジョーンズ・ドーム（Edward Jones Dome）に変更された。その後、2017年より再びドーム・アット・アメリカズ・センターとなった。
2016年シーズンから、ラムズはロサンゼルスに再移転し、ホームとするチームを失った。2020年には新しいプロアメリカンフットボールリーグ、XFLが復活し、セントルイスの「バトルホークス」がエドワード・ジョーンズ・ドームを本拠地とした。2023年には観客動員数がXFLで最も多いチームとなり、セントルイス市が依然としてアメリカンフットボールに対する熱意を持っていることが証明された。2024年からXFLはUFL（United Football League）に改称され、バトルホークスは引き続き本拠地としている。2024年シーズンでは唯一ホームでの平均観客数が2万人を超えたチームとなり、33,677人を記録した。
ドーム・アット・アメリカズ・センターは、アメリカンフットボール以外にも多目的に利用されており、NCAAのバスケットボールトーナメントやプロレスイベント、コンサートなど、幅広いイベントが開催されている。